# Synagoga Abrama Rozenberga w Łodzi
Synagoga Abrama Rozenberga w Łodzi – prywatny dom modlitwy znajdujący się w Łodzi przy ulicy Pieprzowej 17.
Synagoga została zbudowana w 1901 roku z inicjatywy Abrama Rozenberga. Podczas II wojny światowej hitlerowcy zdewastowali synagogę.